# 火箭基组合循环
火箭基组合循环（英語：Rocket-Based Combined Cycle，RBCC）是一种组合循环推进系统，它由冲压发动机、超音速燃烧冲压发动机、火箭发动机以及引射火箭组成。這樣就可以在不同的飛行模式下採用不同的熱力循環方式。
基于该技术的飞行器如西北工业大学的“飞天一号”、“飞天二号”等。